# たべるんごのうた
『たべるんごのうた』は、2020年1月11日4時20分にニコニコ動画上で動画投稿者のバチが投稿した、ソーシャルゲーム『アイドルマスター シンデレラガールズ』に登場するアイドル・辻野あかりをイメージして製作された35秒の楽曲である。中毒性のある作品であったことから、ニコニコ動画だけでなく、SNS上などでも話題となった。

## 概要
同曲では、『アイドルマスター シンデレラガールズ』に登場するアイドル「辻野あかり」が山形りんごの美味しさを「たべるんごー」といいながら宣伝し、最後にゲーム上でも「りんごの精」として登場する「りんごろう」というキャラクターを紹介する。曲自体は17秒で完結するが、その後映像・音楽はそのままに背景を青一色にしただけの動画が繰り返される。動画内に登場する辻野あかり・りんごろうのイラストはバチ本人によって描かれたものである。

## 影響

### 派生作品
2020年1月11日に同動画が公開された翌日、2020年1月12日14時13分にコバタンによって「たべるんごのうた」タグがつけられた2作目の動画『『たべるんごのうた』に伴奏つけた』が投稿された。同年1月14日22時1分にはtaigaによって、アニメ『アイドルマスター シンデレラガールズ』の主題歌『Star!!』と『たべるんごのうた』を合体させた動画『たべるんごのうtar!!』が投稿されるなどの広がりを見せた。2020年1月11日の動画公開から同年2月下旬までに約30本の派生動画が投稿された。
2020年2月24日19時48分に宇多田ヒカルの『traveling』を元にして製作されたメカPの動画『たべるんごのうただ』が、2020年2月27日にポルノグラフィティの『ヒトリノ夜』が原曲としたyoutt6の『たべるんごぽるのうた』が公開される。これらの動画をきっかけに、2020年3月に入ると日毎に投稿される動画の本数が急激に増加した。特に、『たべるんごのうただ』や『たべるんごぽるのうた』で見られる、人力VOCALOIDを用いて原曲の歌唱者に『たべるんごのうた』やそれをイメージした替え歌を歌わせる動画、2020年3月1日0時17分に原作投稿者のバチが投稿した動画『たべるんごのこのうた』のように、AI歌声合成ソフトのNEUTRINOを活用した作品などが多く投稿された。前者の例として2020年3月1日21時20分にメカPによって投稿された、SOUL'd OUTの『COZMIC TRAVEL』を題材とした『COZMICたべるんご』などが、後者の例として2020年3月19日15時0分に一匹狼くんによって投稿されたカノンを題材とした『カノンごのうた』などがある。
2020年4月16日の早朝にはニコニコ動画上で「たべるんごのうた」タグがつけられた動画の件数が1000件を超えた。この日は1日に「たべるんごのうた」タグがつけられた動画が43件投稿されており、2021年4月現在最多である。同年5月24日には「たべるんごのうた」タグがつけられた動画が2000件を超えた。
また、同年4月14日にはビリーバンバンの菅原進によるカバー動画が、同年4月18日には元NHKアナウンサーの登坂淳一による同曲の朗読動画も公開されている。菅原は2022年10月15日に開催されたライブイベント「超パーティー2022」でも、本楽曲をメドレーの1曲として披露している。
その他のたべるんごのうたの音MADとして、コンギョを題材としたものや、星野源の『恋』を題材としたものなどがある。
2022年9月30日に公開された、日清食品が販売する「チキンラーメン キャベサラダ」のCM「キャベサラダたべるんごのうた」篇に、たべるんごのうたの替え歌が採用されている。なお、オリジナルと違って最後にキャラクターを紹介するくだりは無くなっている。CMには高木ひとみ〇（ぽんぽこ）らが出演しているが、歌唱音源は機械音声風になっている。オリジナルの投稿者であるバチは本CMの制作自体には関わっていないものの、正式に依頼されて許可したものであることを表明している。

### 辻野あかりへの影響
辻野あかりは、ゲーム『アイドルマスター シンデレラガールズ』に登場するキャラクター(アイドル)で、出身地の山形県や実家で生産している山形産のりんごを全面に押し出した、キャラクターボイスが未実装のアイドルの1人であった。『たべるんごのうた』が流行した2020年、辻野あかりは同年5月21日に結果が発表された「ボイスアイドルオーディション」で2211万9341票を集めて1位に入賞し、キャラクターボイスが実装された。

### 流行語として
また、pixivおよびピクシブ百科事典を運営するピクシブとニコニコおよびニコニコ大百科を運営するドワンゴが開催した「ネット流行語100」2020年間大賞で、「たべるんごのうた」は「年間大賞ランキング」で7位にランクインするとともに、ニコニコユーザーが選出する「ニコニコ賞」に選出されている。
「ガジェット通信 ネット流行語大賞2020上半期」では「たべるんごのうた」が金賞に輝いている。ネット流行語大賞2020では「たべるんごのうた」は4位にランクインしたため、受賞は逃したものの、4位という順位が当時の山形県のりんご生産量国内ランキングでの順位と偶然一致したため、ネット上では大きな反響があった。